# Labastide-Cézéracq
Labastide-Cézéracq is een gemeente in het Franse departement Pyrénées-Atlantiques (regio Nouvelle-Aquitaine) en telt 529 inwoners (2005). De plaats maakt deel uit van het arrondissement Pau.

## Geografie
De oppervlakte van Labastide-Cézéracq bedraagt 5,0 km², de bevolkingsdichtheid is 105,8 inwoners per km².
De onderstaande kaart toont de ligging van Labastide-Cézéracq met de belangrijkste infrastructuur en aangrenzende gemeenten.

## Demografie
Onderstaande figuur toont het verloop van het inwonertal (bron: INSEE-tellingen).